# イグアラダ
イグアラダ（Igualada）は、スペイン・カタルーニャ州バルセロナ県のムニシピオ（基礎自治体）。

## 歴史
1003年頃、サン・クガ・デル・バリェス修道院に関連したサンタ・マリア・デ・イグアラダ教会の周囲に、小さな村があった。バルセロナ＝リェイダ間を結ぶ古い道路が横切っていた。町を取り囲む壁についての最古の記録は12世紀で、14世紀に拡張が行われた。15世紀に再び拡張が行われ、36の塔と10の門を備えた城壁となり、18世紀まで存在していた。18世紀後半、城壁外にサン・アグスティンとソレダーという郊外ができた。皮なめしの工場ができたのはこの時代である。1925年にオデナの土地を買収したイグアラダは、さらなる市域の拡大が可能となった。フランコ独裁時代にはイベリア半島各地からの移住者がイグアラダに移り住み、労働者階級用の新たな郊外が形成された。

## 政治
| 任期      | 首長名                                   | 政党    |
| --------- | ---------------------------------------- | ------- |
| 1979–1983 | Manel Miserachs                          | CiU     |
| 1983–1987 | Manel Miserachs                          | CiU     |
| 1987–1991 | Manel Miserachs                          | CiU     |
| 1991–1995 | Ramon Tomàs (91-92) Jordi Aymamí (92-95) | CiU PSC |
| 1995–1999 | Josep Maria Sussana                      | CiU     |
| 1999–2003 | Jordi Aymamí Roca                        | PSC     |
| 2003–2007 | Jordi Aymamí Roca                        | PSC     |
| 2007–2011 | Jordi Aymamí Roca                        | PSC     |
| 2011–2015 | Marc Castells                            | CiU     |
| 2015–2019 | Marc Castells                            | CiU     |
| 2019–2023 | n/d                                      | n/d     |
| 2023–     | n/d                                      | n/d     |

## 交通
- 道路 - A-2、C-37
- 鉄道 - カタルーニャ公営鉄道リュブラガート＝アノイア線、イグアラダ駅。

## 姉妹都市
- レッコ、イタリア
- ギマランイス、ポルトガル
- アクサコヴォ、ブルガリア